# Jean-Baptiste Foucart
Jean-Baptiste Foucart (1768-1845) est le chirurgien-major des Dragons de la Garde impériale.
Il voit le jour le 25 juillet 1768 à Ligny-Saint-Flochel, dans le Pas-de-Calais. Entré dans l'armée comme chirurgien de 3e classe en 1794, il est reçu docteur en médecine par la Faculté de Paris en 1805, et sert comme chirurgien-major des dragons de la Garde impériale de 1808 à 1814. Il est décoré des ordres impériaux de la Légion d'honneur en 1807 et de la Réunion en 1814.
Il est décédé le 4 octobre 1845 à Paris et repose dans le caveau familial avec son épouse, Appoline Martin-d’Anzay, dans la 12e division, chemin Talma, au cimetière du Père-Lachaise (12e division).